# Cubante
Il Cubante è la più grande frazione del comune di Calvi, in provincia di Benevento. L'area è posta fra il centro di Apice e l'abitato di Castello del Lago, è delimitata ad est dal fiume Calore Irpino ed era attraversata dall'antica via Appia. Pur non avendo mai ospitato centri importanti, il Cubante appare in più occasioni come luogo di accampamento nella storia militare medievale e fu scelto anche da Federico II di Svevia per impiantarvi una residenza di caccia.
Il Cubante è un'area prevalentemente agricola; vi si trova anche l'area PIP di Calvi.

## Storia
Secondo una parte della storiografia ottocentesca, il Cubante fu il luogo ove si stanziarono i Liguri Corneliani deportati dai Romani; tale ipotesi però è stata abbandonata, mentre gode di più credito la localizzazione dei Corneliani presso San Bartolomeo in Galdo. La principale evidenza archeologica di età romana al Cubante è il fatto che l'area era lambita dalla via Appia, in uscita da Benevento, la quale attraversava poi il fiume Calore tramite il ponte Appiano. Al Cubante sono state rinvenute anche alcune iscrizioni di età romana e vi sono segni del fatto che questo territorio fosse incluso nelle centuriazioni di Benevento.
La più antica notizia di assegnazioni feudali al Cubante riguarda l'abbazia di Santa Sofia di Benevento: nel 1022 l'imperatore Enrico II confermava alla fondazione religiosa la chiesa di San Donato con le sue pertinenze, già concessi dai principi longobardi di Benevento. Fece altrettanto Corrado II il Salico, nel 1038. Un simile atto di donazione (o conferma) di terreni del Cubante a Santa Sofia appare ancora nel 1111 ad opera di Giordano, conte di Ariano.
Al Cubante sorgeva un casale agricolo: si trova traccia di una villa nella bolla di papa Pasquale II del 1102 e nell'ulteriore riconferma a favore di Santa Sofia del 1120, concessa da papa Callisto II. In questo vico, nel 1129, Ruggero II di Sicilia ospitò papa Onorio II, che lasciava Benevento dopo un infruttuoso tentativo di trattativa con i rivoltosi cittadini. Nel 1133 Ruggero donò il casale del Cubante con la sua chiesa di San Gennaro a Guglielmo da Vercelli; egli vi fece edificare un monastero che fu frequentato dallo stesso re. Tale presidio monastico sarebbe rimasto attivo fino al 1347: in tale anno Luigi di Taranto donò il vicino feudo di Cervarulo all'abbazia di Montevergine; e a quel punto i monaci preferirono abbandonare il casale del Cubante, già distrutto da eventi bellici, per stabilirsi altrove.
Dopo Ruggero, altri sovrani si accamparono al Cubante in occasione di trasferte belliche: nel 1137 vi fu (più precisamente in una località detta Ubiano) Lotario II di Supplimburgo, che dopo aver assediato i Normanni a Bari visitò Benevento con papa Innocenzo II. Con Lotario era la moglie Florida, che si recò in città per venerare san Bartolomeo apostolo. Nel 1193 il re Tancredi di Sicilia condusse operazioni militari durante un periodo di sosta in quest'area.
Attorno al 1240, parte del Cubante fu compresa in una nuova grande proprietà: Federico II di Svevia vi fece costruire una dimora di caccia, circondata dalla relativa riserva (attestata negli anni Settanta dello stesso secolo). La residenza era utile in occasione della presenza dell'imperatore in zona per le sue azioni militari contro Benevento; fu forse da qui che, nel 1243, egli scrisse a papa Innocenzo IV in cerca di trattative di pace.
Anche se nel 1272 l'abbazia di Santa Sofia portava testimoni in causa a dire che in passato essa aveva goduto del possesso di tutto il Cubante eccetto il palazzo di Federico II, la riserva dell'imperatore rimase controllata dai sovrani di Napoli. Di sicuro, però, Santa Sofia mantenne possedimenti "ubi dicitur Ubianu" (1312), nonché il suo diritto ad esigere le decime al Cubante congiuntamente ai canonici di Montefusco (1396).
Il Cubante fa di nuovo apparizione nella storia militare nel XV secolo. Nel 1407 nel palazzo federiciano, già trasformato a scopi difensivi, alloggiò Ladislao di Durazzo impegnato nell'occupazione di città pontificie fra cui Benevento. Ancora, il Cubante fu interessato dalle guerre fra Angioini e Aragonesi: lo storico locale Eliseo Danza, a due secoli di distanza, riporta che nel 1460 Ferrante d'Aragona riparò a Montefusco, fece costruire al Cubante due edifici chiamati «Palazzo» (che in realtà è di nuovo il palazzo di Federico II) e «Cancellaria» e abitò nel primo dei due. È ambientato al Cubante anche un racconto allegorico di Giovanni Pontano: uno scontro fra nibbi e corvi in cui i secondi, inizialmente in svantaggio, infine trovarono alleati, vinsero e maltrattarono anche gli abbondanti cadaveri dei loro avversari che erano rimasti sul terreno; tale episodio sarebbe stato un presagio dell'importante vittoria che gli Aragonesi riportarono sugli Angioini poco dopo, nella battaglia di Troia (1462).
Nelle memorie di Danza si trova un altro episodio soprannaturale che sarebbe avvenuto al Cubante qualche decennio prima, nel 1421: un cavaliere, Antonello Castiglione, sconfisse un dragone che infestava le campagne; ma morì per le ferite riportate e lasciò il Bosco Perrotta, suo possedimento, alle chiese di San Giovanni e San Francesco di Montefusco.
Ferrante, lasciato il Cubante, donò alla universitas di Montefusco i possedimenti regi nella zona. Entro questi nel 1499 era in funzione una dogana, forse insediata ancora nel palazzo di Federico II. Per quasi tutto il corso del XVI secolo la universitas dovette combattere il fenomeno dell'usurpazione di porzioni dei propri beni al Cubante: non furono completamente efficaci le sentenze giudiziarie regie, che pur avevano confermato ai cittadini di Montefusco tutti i beni della donazione di Ferrante nel 1484, e respinsero ricorsi nel 1504 e nel 1512.
Nel frattempo Santa Sofia, pur attraversando un periodo di stravolgimenti, manteneva dei possessi al Cubante (certificati nel 1507). Allo stesso periodo (1511 e 1575) risalgono attestazioni della fiera annuale di San Donato: si teneva dal 3 al 12 agosto nei pressi dell'omonima chiesa facente parte del feudo di Santa Sofia, ma i baroni di Montefusco e i sindaci dei casali erano tenuti a presentarsi con i vessilli ufficiali e a garantire il servizio d'ordine.
A fine secolo, i beni del Cubante di proprietà montefuscana passarono in mano privata. Nel 1589 l'universitas aveva stipulato un accordo con Santa Sofia in merito a essi, ma solo nel 1593 li perse (con gli stessi confini accertati nel 1512) a causa di debiti che aveva contratti. Tramite una vendita giudiziaria, tali terreni furono acquisiti da Pier Giovanni III Spinelli, barone di San Giorgio la Montagna, che li ampliò con un ulteriore appezzamento ceduto dall'abate di San Giorgio.
Entro il XVII secolo gli Spinelli consolidarono il proprio dominio sulla zona, assicurandosi di non dovere tributi alla universitas di Montefusco (nei cui confini il Cubante comunque rientrava) e insistendo che anche le cause legali riguardanti fatti accaduti al Cubante erano di pertinenza della Corte di San Giorgio. Ancora, Carlo III Spinelli ebbe in concessione (1737) anche i terreni di Santa Sofia al Cubante, per sé e i discendenti fino alla terza generazione; e ristrutturò il palazzo che era appartenuto a Federico II come propria dimora di campagna. Negli anni 1760 i canonici di San Giorgio ribadivano un precedente diritto di esigere le decime nel territorio degli Spinelli più una porzione aggiuntiva.
L'abbazia di Montevergine restava presente nella zona: nel 1713 aveva dei coloni al Cubante e la collegiata di Montefusco era intimata di non molestarli. Ancora nel 1806, Montevergine ebbe una disputa con gli abitanti di San Giorgio la Montagna riguardo alcuni terreni attorno a Cervarulo.
La chiesa di San Donato fu ricostruita per interessamento del cardinale Lazzaro Opizio Pallavicini, commendatario di Santa Sofia fra il 1755 e la sua morte nel 1785. In seguito (1794), tale titolo fu conferito al cardinale Fabrizio Ruffo cosicché, soppressi gli ordini religiosi 1806, i Ruffo di Bagnara mantennero al Cubante i possedimenti che furono dell'abbazia beneventana; finché, nel 1885, essi furono assegnati al ramo dei Ruffo di Spinoso.
Il XIX secolo vedeva anche la fine del fondo degli Spinelli. Il principe Domenico ne vendette svariate porzioni a Domenico Nisco, abate di San Giorgio e già amministratore di tali beni; attorno al 1840 gli fu assegnato anche il palazzo, che però mantenne nel tempo la memoria dei precedenti proprietari con il nome "Casino del Principe". Domenico Spinelli concesse altri appezzamenti per la dote delle figlie, che ancora nel 1853 avevano il diritto di esigere le decime al Cubante. Nel 1873 la famiglia della defunta principessa Maria Emilia Spinelli dovette vendere quanto restava dei possedimenti familiari al Cubante a Nicola Nisco, nipote di Domenico e patriota.

### Origine del nome
La forma più antica del nome del Cubante è «in Leone Cubante», che compare nei documenti del XI-XII secolo. Già nel 1235 il nome appare alterato in «Locubantis»,, lezione ancora usata più di due secoli dopo, anche se nel 1407 compare una «silva Cubanti». Fra il tardo XVI e il XIX secolo il nome veniva reso come «Covante».
Dal momento che è attestata storicamente un'area detta Ubiano posta entro il territorio del Cubante, Almerico Meomartini ipotizzò che la reale etimologia del nome sia «loco Ubiani»

## Monumenti e luoghi d'interesse

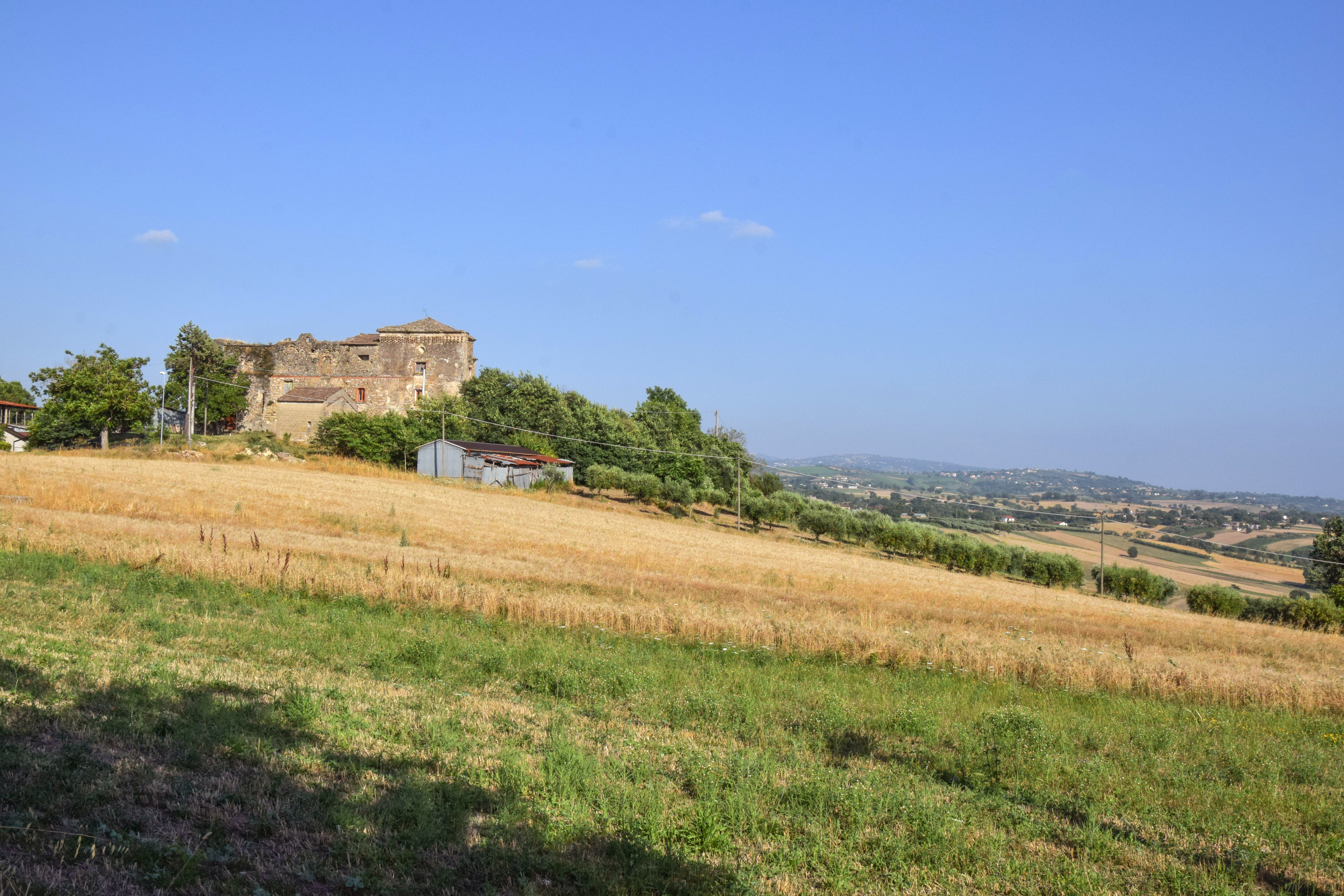
Il Casino del Principe, in posizione panoramica

- Casino del Principe

È un edificio che sorse come residenza di caccia di Federico II di Svevia, probabilmente attorno al 1240, nel periodo in cui i contrasti fra l'imperatore e la città di Benevento volgevano al culmine. Carlo I d'Angiò lo ristrutturò parzialmente dotandolo di alcuni caratteri di fortificazione, e vi alloggiarono anche i re Ladislao I di Napoli e Ferrante d'Aragona. Nel 1593 lo acquistarono i principi Spinelli di San Giorgio del Sannio, che ne fecero la propria dimora di campagna (da cui il nome attuale della costruzione). Nel XIX secolo decadde ad uso di masseria e finì abbandonato in buona parte dopo i terremoti del 1962 e del 1980. La riscoperta del fatto che il Casino del Principe fu la dimora di Federico II, ormai conservato solo come tradizione, è avvenuta fra gli anni Ottanta e i Novanta del XX secolo. L'architettura del palazzo, anche se alterata, conserva molti caratteri della costruzione originale ed è assimilabile ad alcune delle altre sue dimore del Meridione d'Italia.
- Chiesa di San Donato

- Ponte Appiano (anche noto come Ponte Rotto), i cui ruderi sopravvivono sulla riva opposta del fiume Calore

- Borgo Casazza (Demolito)

## Società

### Tradizioni e folclore
La più importante festa del Cubante è quella storica di san Donato, che si venera il 6 e 7 agosto. Anche se la cappella del santo si trova in territorio di Apice, la festa è organizzata e partecipata dalla popolazione dell'intero territorio cubantese. Più recente è la festa di san Pio da Pietrelcina, che si svolge a ridosso di quella di san Donato ed è sorta conseguentemente alla realizzazione di un piazzale, con annessa edicola votiva, dedicato al santo sannita.

### Sport
È presente l'Atletico Cubante, squadra di calcio amatoriale fondata dagli abitanti della frazione.